# Інтегральний традиціоналізм
Інтегральний традиціоналі́зм (відомий також як переніалізм) — філософське вчення, сформульоване французьким мислителем Рене Геноном, італійським філософом Юліусом Еволою та англо-американським дослідником Анандою Кумарасвамі. Іноді ототожнюється із середньовічним поняттям philosophia perennis et universalis.
Це філософська школа думки, яка виникла в 20 столітті і наголошує на загальній, багаторічній мудрості, яка лежить в основі всіх світових духовних традицій, стверджуючи присутність фундаментальної Істини або Божественної Реальності, спільної між усіма релігіями, поза їхніми екзотеричними (зовнішніми) відмінностями.
Термін «інтегральний» стосується ідеї, що всі частини духовної традиції, її вірування, практики, етика, ритуали та містичний досвід взаємопов’язані і повинні бути повністю інтегровані в життя людини, щоб повністю усвідомити духовну Істину. Традиціоналісти часто протиставляють свої погляди секулярному сучасному світу, доводячи перевагу традиційних духовних суспільств.

## Представники
Попри властивий Рене Генону догматизм, започаткована ним течія не вважається ідейно однорідною. До числа представників «ортодоксального» напряму інтегрального традиціоналізму належать філософи та дослідники архаїчних культур Фрітьоф Шуон, Тітус Буркхардт, Мішель Вальзан, Поль Шакорнак, Марко Палліс та ін. Коло авторів, які після смерті Рене Генона в 1951 р. згуртувались навколо журналу «Études traditionnelles» (фр. «Традиційні дослідження»), вважають найбільш послідовними продовжувачами традиціоналістської думки.
До представників «неортодоксального» традиціоналізму відносять італійського філософа Юліуса Еволу, російських перекладачів і спеціалістів з герметичних наук і мистецтв Євгенія Головіна і Юрія Стефанова, письменника Юрія Мамлєєва. З традиціоналізмом генонівського зразка пов’язаний ранній період творчості російських філософів і громадських діячів Олександра Дугіна і Гейдара Джемаля. Останній з початку 1980-х рр. розвиває послідовну критику інтегрального традиціоналізму і philosophia perennis, тоді як Олександр Дугін синтезує елементи традиціоналізму з фундаментальною онтологією Мартіна Гайдеггера і власною концепцією «Нової Метафізики».
Деякі автори пов’язують з інтегральним традиціоналізмом імена румунського етнографа і релігієзнавця Мірчі Еліаде, швейцарського психолога Карла Юнга, французького орієнталіста Анрі Корбена, німецького філософа і теоретика фундаментальної онтології Мартіна Гайдеггера, голландсько-німецького лінгвіста, археолога, засновника інституту «Аненербе» Германа Вірта. Більшість дослідників вважають такі зв’язки перебільшеними і в ряді випадків безпідставними.

## Філософія традиціоналізму
Попри відносну маловідомість Рене Генона в академічних колах, за ступенем радикалізму у критиці сучасного світу французький соціолог Рене Алльо порівнює його з Карлом Марксом, відзначаючи, однак, фундаментальніший метафізичний характер його робіт.
Вчення традиціоналізму двояке і має негативну (заперечувальну) та позитивну (стверджувальну) сторони. Негативна сторона полягає у багатогранній критиці філософії і культури Нового часу, позитивна — у формулюванні нормативів Традиції.
За розхожими твердженнями, Рене Генон вплинув на цілий ряд сучасних політичних, соціальних і культурних течій, у тому числі на деяких представників німецької «Консервативної Революції» і націонал-соціалізму (через Юліуса Еволу і Германа Вірта), італійського фашизму (через Юліуса Еволу), французького ситуаціонізму і на революційний студентський рух 1968 р. (через Гі Дебора), європейський рух «нових правих» (через Алєна де Бенуа), італійську політологію, соціологію та філософію (через Клаудіо Мутті), американський революційний анархізм (через Хакім Бея, він же Пітер Вілсон) та російське неоевразійство і націонал-більшовизм середини 1990-х років (через Олександра Дугіна). Академічні дослідники і самі традиціоналісти зазвичай заперечують такі впливи, вважаючи їх перебільшеними або такими, що суперечать духові генонівської філософії.

### Перенніалізм в освіті
В філософії освіти традиціоналістська точка зору наголошує на цінності стародавньої мудрості та традиційних вчень і виступає за інтегральний підхід до навчання, який прагне об’єднати інтелектуальний, моральний і духовний розвиток.

## Дослідження українською
- Вишинський С. Візії постсучасності: постмодернізм та інтегральний традиціоналізм [Архівовано 8 вересня 2013 у Wayback Machine.] / Святослав Вишинський // Наукові записки. Серія «Філософія». — 2012. — Вип. 11. — С. 253—262.
- Вишинський С. До проблеми співвідношення онтологічних дискурсів «philosophia perennis» [Архівовано 5 березня 2016 у Wayback Machine.] / Святослав Вишинський // Наукові записки. Серія «Філософія». — 2012. — Вип. 10. — С. 214—224.
- Вишинський С. Доля буття у дзеркалі фундаментальної онтології та інтегрального традиціоналізму [Архівовано 2 лютого 2012 у Wayback Machine.] / Святослав Вишинський // Мультиверсум. Філософський альманах. — 2011. — Вип. 9 (107). — С. 188—200.
- Вишинський С. Егалітаризм як знак постмодерну у філософії інтегрального традиціоналізму [Архівовано 6 березня 2012 у Wayback Machine.] / Святослав Вишинський // Наукові записки. Серія «Філософія». — 2011. — Вип. 9. — С. 252—260.
- Вишинський С. Критика наукової раціональності в дискурсі інтегрального традиціоналізму [Архівовано 5 березня 2016 у Wayback Machine.] / Святослав Вишинський // Мультиверсум. Філософський альманах. — 2011. — Вип. 6 (104). — С. 144—154.
- Вишинський С. Критика субраціональності і психологічних теорій у філософії традиціоналізму [Архівовано 28 вересня 2013 у Wayback Machine.] / Святослав Вишинський // Наукові записки. Серія «Філософія». — 2013. — Вип. 12. — С. 120—128.
- Вишинський С. Критична рецепція філософії модерну в дискурсі інтегрального традиціоналізму [Архівовано 4 лютого 2019 у Wayback Machine.] / Святослав Вишинський // Мультиверсум. Філософський альманах. — 2011. — Спецвип. до Дня знань. — С. 115—126.
- Вишинський С. Мірча Еліаде як реформатор традиціоналістського дискурсу [Архівовано 28 вересня 2013 у Wayback Machine.] / Святослав Вишинський // Мультиверсум. Філософський альманах. — 2013. — Вип. 3 (121). — С. 109—119.
- Вишинський С. Онтологічна модель переніалізму як неокласична альтернатива модернізму і постмодернізму [Архівовано 5 березня 2016 у Wayback Machine.] / Святослав Вишинський // Мультиверсум. Філософський альманах. — 2012. — Вип. 4 (112). — С. 76—88.
- Вишинський С. Парадигма археомодерну в перспективі інтегрального традиціоналізму [Архівовано 5 березня 2016 у Wayback Machine.] / Святослав Вишинський // Наукові записки. Серія «Філософія». — 2011. — Вип. 8. — С. 405—412.
- Вишинський С. Підстави антропологічного повороту в інтегральному традиціоналізмі Юліуса Еволи [Архівовано 14 липня 2014 у Wayback Machine.] / Святослав Вишинський // Мультиверсум. Філософський альманах. — 2012. — Спецвип. — С. 122—132.
- Вишинський С. Проблеми філософської ідентифікації школи інтегрального традиціоналізму [Архівовано 25 квітня 2014 у Wayback Machine.] / Святослав Вишинський // Науковий вісник Чернівецького університету. Філософія. Збірник наукових праць. — 2010. — Вип. 504—505. — С. 48—53.
- Вишинський С. Рецепція інтегрального традиціоналізму в західній академічній філософії [Архівовано 5 березня 2016 у Wayback Machine.] / Святослав Вишинський // Мультиверсум. Філософський альманах. — 2012. — Вип. 3 (111). — С. 55—64.
- Вишинський С. Темпоральні виміри інтегрального традиціоналізму [Архівовано 25 квітня 2014 у Wayback Machine.] / Святослав Вишинський // Наукові записки. Серія «Філософія». — 2010. — Вип. 7. — С. 116—123.
- Вишинський С. Традиціоналізм як інверсія гегелівської феноменології: вступ до проблеми [Архівовано 13 вересня 2013 у Wayback Machine.] / Святослав Вишинський // Мультиверсум. Філософський альманах. — 2012. — Вип. 5 (113). — С. 103—112.
- Вишинський С. Традиція і Сучасність у поняттєвому дискурсі інтегрального традиціоналізму [Архівовано 8 липня 2013 у Wayback Machine.] / Святослав Вишинський // Науковий вісник Чернівецького університету. Філософія. Збірник наукових праць. — 2010. — Вип. 534—535. — С. 53—57.
- Вишинський С. Царство кількості. Традиціоналістська критика науки [Архівовано 24 жовтня 2013 у Wayback Machine.] / Святослав Вишинський // Наукові записки. Серія «Філософія». — 2013. — Вип. 13. — С. 14—17.
- Семеняка О. Концепт «людини особливого типу» в консервативній революції (на прикладі Анарха Юнґера та правого анархіста Еволи) [Архівовано 14 березня 2012 у Wayback Machine.] / Олена Семеняка // Маґістеріум. Історико-філософські студії. — 2010. — Вип. 39. — С. 43—48.
- Юрченко Е. Ісламське питання в сучасній філософії традиціоналізму та посттрадиціоналізму крізь призму монадологічного підходу до розуміння історії [Архівовано 14 січня 2012 у Wayback Machine.] / Едуард Юрченко // Філософські проблеми гуманітарних наук. Альманах. — 2010. — № 18. — С. 90—95.